# Legenda Wyspy Wisielca

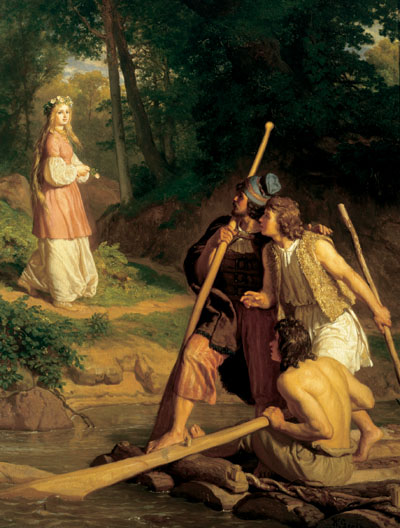
Flisacy - obraz Wojciecha Gersona

Legenda Wyspy Wisielca – bydgoska legenda, związana z historią jednej z wysp rzecznych, położonych na Brdzie. Legenda opowiada o tragicznej miłości pięknej szlachcianki Julii Szafrańskiej do młodego flisaka Macieja z Suchowej.

## Treść legendy
Był to jeden z ostatnich ciepłych dni lata tego roku. Julia Szafrańska, córka bydgoskiego szlachcica Józefa Szafrańskiego, wpatrywała się w zacumowaną przy brzegu wyspy tratwę. Po chwili zdjęła suknię, i wskoczyła do rzeki. Płynęła szybko w kierunku wyspy, jednak po chwili rwący nurt wciągnął ją pod taflę wody. Próbowała wezwać pomoc, lecz nikt, nawet stojący na pokładzie łodzi młody mężczyzna, nie usłyszał jej krzyku. Kilka godzin później, z dala od wyspy, rybacy wyłowili jej martwe ciało.
Na wiosnę roku następnego, nad brzegiem Brdy zgromadziło się wielu mieszczan. Wszyscy w milczeniu wpatrywali się w zacumowaną przy brzegu wyspy, płonącą tratwę. W złocistej łunie ognia wyraźnie widzieli, jak sześć wiszących ciał flisaków kołysze się na wieczornym wietrze. Nikt po nich nie płakał – oskarżeni przez szanowanego szlachcica o kradzież zostali przecież ukarani w jedyny sprawiedliwy sposób.
Józef Szafrański również stał wtedy na brzegu. Doskonale wiedział, że flisacy byli niewinni – on sam niesłusznie ich oskarżył i przekupił sędziego, by skazał ich na śmierć. Tylko w ten sposób mógł pomścić córkę – wiedział, że jeden z mężczyzn był jej ukochanym, i że to do niego płynęła w noc swojej śmierci. Nie wiedział jednak który, więc gdy zginęła, oszalały z rozpaczy postanowił zabić ich wszystkich. Ciał młodych flisaków nigdy nie zdjęto – ich śmierć miała być przestrogą dla pozostałych załóg, wpływających do miasta. Wkrótce wyspę zaczęto nazywać Wyspą Wisielca, a do jej brzegów nie zacumowała już nigdy żadna tratwa.